# Krchov (Petrovice)
Krchov je malá vesnice, část obce Petrovice v okrese Příbram ve Středočeském kraji. Nachází se asi jeden kilometr západně od Petrovic. Krchov leží v katastrálním území Petrovice u Sedlčan o výměře 4,82 km².

## Historie
První písemná zmínka o vesnici pochází z roku 1497.

## Obyvatelstvo
| Rok            | 1869 | 1880 | 1890 | 1900 | 1910 | 1921 | 1930 | 1950 | 1961 | 1970 | 1980 | 1991 | 2001 | 2011 | 2021 |
| -------------- | ---- | ---- | ---- | ---- | ---- | ---- | ---- | ---- | ---- | ---- | ---- | ---- | ---- | ---- | ---- |
| Počet obyvatel | 60   | 58   | 61   | 53   | 41   | 49   | 46   | 38   | 32   | 37   | 22   | 11   | 21   | 12   | 18   |
| Počet domů     | 9    | 9    | 9    | 9    | 9    | 9    | 9    | 11   | 11   | 12   | 9    | 8    | 13   | 8    | 8    |

## Pamětihodnosti
- Dřevěný kříž na křižovatce vedoucí do vesnice ve směru od Petrovic.
- Železný kříž na kamenném podstavci poblíž dřevěného kříže na stejné křižovatce.

## Pověsti
Na křižovatce stával odedávna nízký, dřevěný kříž, se kterým byla spojena pověst, že pokud kříž zanikne, nastane konec světa. Kříž pomalu odspoda uhníval a jednu dobu měřil pouhý metr výšky. A tak, aby se konec světa alespoň trochu oddálil, byl v roce 1998 nahrazen kopií a pro jistotu byl přišroubován ke kamennému soklu.
Další pověst, která se vztahuje k tomuto kříži, mu přisuzuje úlohu označení ukrytého vojenského pokladu. Po prohrané válce a po svém návratu z Ruska zde měl údajně oddíl francouzských vojáků ve spěchu zakopat velikou okovanou truhlu s pokladem. Na místě, kde poklad ukryli vztyčili kříž. Po jejich kvapném odchodu se o nalezení truhly mnozí marně pokoušeli.
Podle další pověsti zde za úplňku hlídá strašlivý černý pes. Sedí u kříže, otevírá tlamu, jako by poštěkával, pozorně sleduje pocestné, obchází kříž a neustále po něčem chňapá.

## Galerie

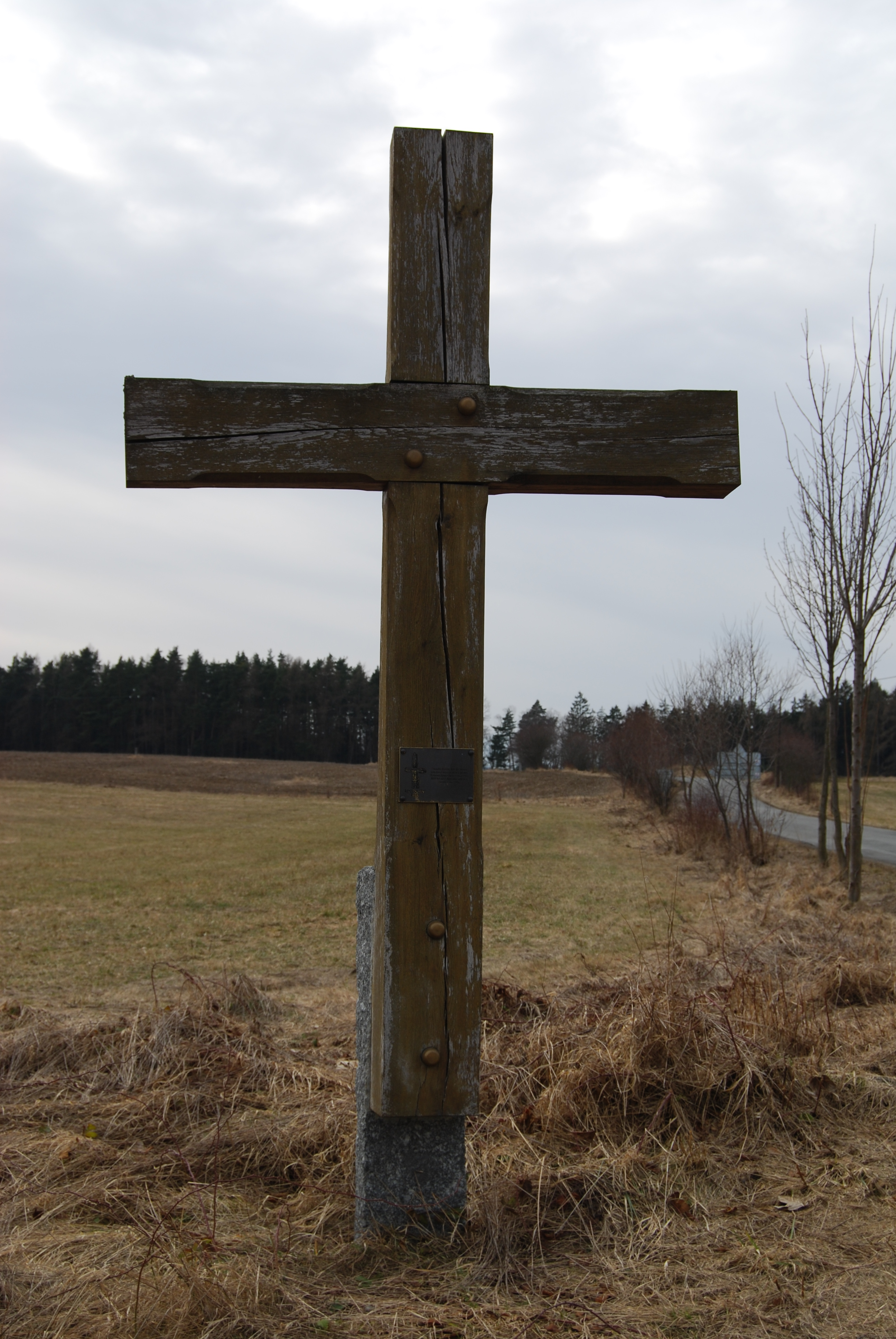
Dřevěný kříž poblíž křižovatky
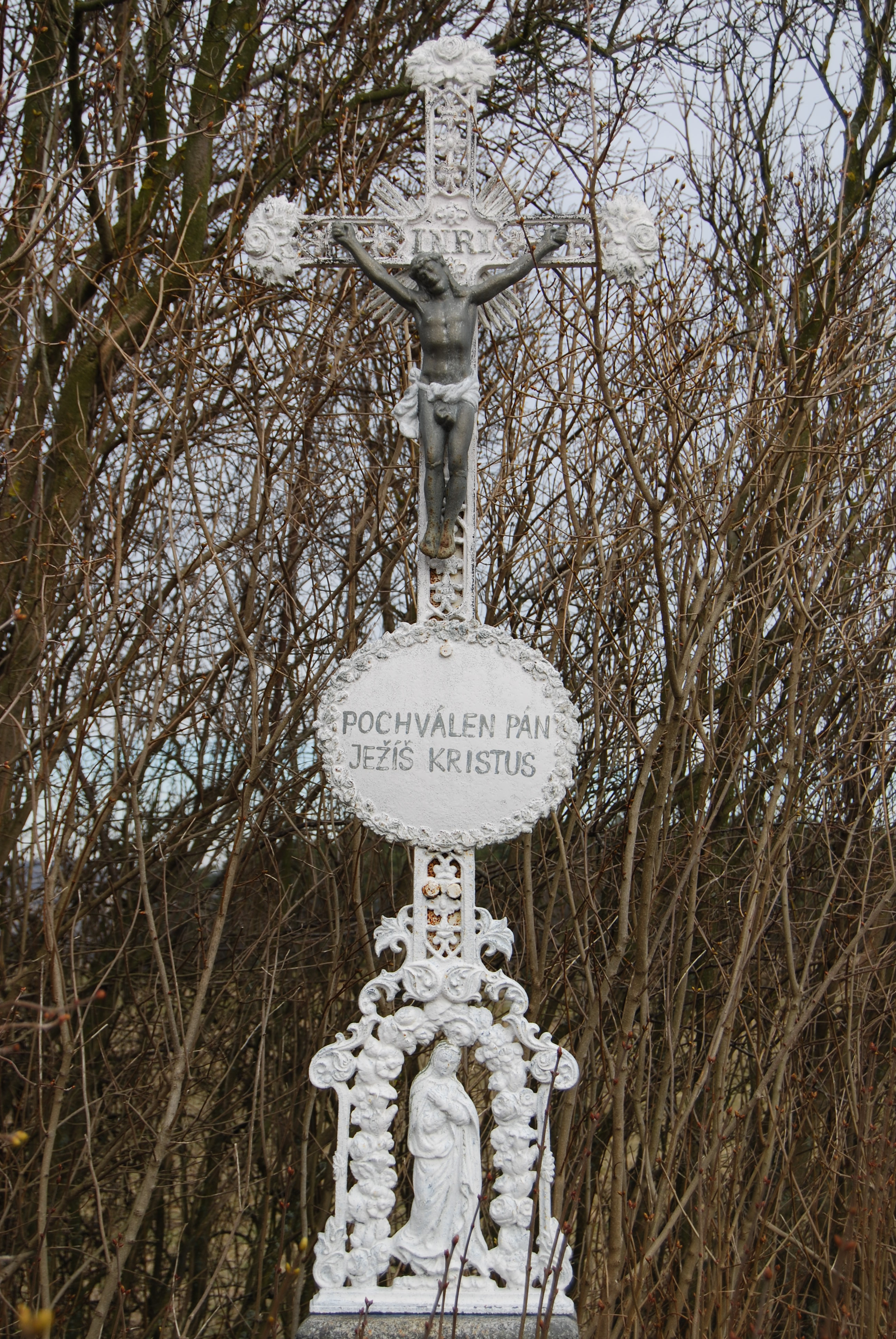
Detail horní části druhého kříže